# Dobrohošť (Slovacchia)
Dobrohošť (in ungherese Doborgaz) è un comune della Slovacchia facente parte del distretto di Dunajská Streda, nella regione di Trnava.